# کونسکوولا
کونسکوولا (به لهستانی: Końskowola) روستایی در جنوب شرقی لهستان با جمعیتی در حدود ۲۰۰۰ نفر است.

## نام
نام این روستا از نام مؤسسش (Jan Koniński) مشتق و اولین بار در سال ۱۴۴۲ مکتوب شده‌است.

## تاریخچه
این دهکده احتمالاً در قرن نهم با نام ویتووسکا ولا (Witowska Wola) بنیان‌گذاری شده‌است که بعدها در قرن نوزدهم به نام فعلی تغییر نام داد.
در ۸ ژوئن ۱۵۳۲ کونسکوولا به‌صورت یک شهر ثبت شد. این روستا از سال ۱۵۳۲ تا ۱۸۷۰ شهر بود. این شهر به مرکز تبادلات محصولات کشاورزی به شهرهای مجاور مبدل شده بود. به همین دلایل افراد زیادی در آن زمان به این شهر مهاجرت کردند و جمعیت آن رو به فزونی نهاد.
در ۱۵ سپتامبر ۱۹۳۹ در طی جنگ جهانی دوم این شهر توسط نیروهای آلمان نازی اشغال شد. پس از پنج سال، در تابستان ۱۹۴۴ با نزدیک‌شدن نیروهای ارتش سرخ شوروی سابق، آلمانی‌ها تصمیم به سوزاندن شهر گرفتند. در ۲۵ ژوئیه ۱۹۴۴ ارتش آلمان گرفتار درگیری محلی با جنگجوهای مخفی هلندی به رهبری آرمیا کراجو (Armia Krajowa) شد. با ورود نیروهای ارتش سرخ، با همکاری نیروهای ضد فاشیستی این شهر آزاد شد.

## گردشگری
از مکان‌های دیدنی و گردشگری کونسکوولا می‌توان به کلیسای کاتولیک این شهر اشاره کرد. این کلیسا در سال ۱۶۷۰ توسط Tylman van Gameren بازسازی شده‌است.